# 特魯斯頓號驅逐艦 (DD-14)
特魯斯頓號驅逐艦（舷號DD-14）是一艘隸屬於美國海軍的驅逐艦，為特魯斯頓級驅逐艦的首艦。她是美軍第二艘以特魯斯頓為名的軍艦，以紀念美國獨立戰爭時期的私掠准將湯馬斯·特魯斯頓（Thomas Truxtun）。
特魯斯頓號在1899年於馬利蘭鋼鐵造船廠（Maryland Steel）開始建造，在1901年下水，並在1902年服役。接著特魯斯頓號在大西洋進行訓練，然後在1907年參與大白艦隊其中一段環球航行。稍後特魯斯頓號在太平洋地區執勤，並在1914年美國入侵韋拉克魯斯期間到墨西哥外海戒備。1917年美國加入第一次世界大戰後，特魯斯頓號曾多次前往加勒比海及大西洋巡航，並掩護協約國商船。戰後特魯斯頓號在1919年退役除籍，並在1920年出售予私營公司，後改裝為水果運輸商船。